# Universal War Two
 (août 2020).
Si vous disposez d'ouvrages ou d'articles de référence ou si vous connaissez des sites web de qualité traitant du thème abordé ici, merci de compléter l'article en donnant les références utiles à sa vérifiabilité et en les liant à la section « Notes et références ».
Universal War Two, également appelée UW2, est une série de bande dessinée de science-fiction française, créée par Denis Bajram, éditée en album à partir de septembre 2013 par Casterman.
Elle fait suite à la série Universal War One (UW1).

## Genèse de la série
En mars 2008, l'auteur a prévu trois cycles de six épisodes d'Universal War et s'est déjà préparé au second cycle :

« Faire six tomes d'UW2, c'est repartir pour six ans de travail. Un sacré morceau de vie. Et j'avoue que l'idée de m'enfermer définitivement dans la Science-fiction m'a fait peur. J'ai donc, avant même la fin du cinquième tome d' UW1, commencé à réfléchir. Ne fallait-il pas que je confie le dessin à un autre ? J'ai, deux fois de suite, fait un essai avec deux brillants dessinateurs. Les deux fois, c'était très bien. Les deux fois, ce n'était cependant pas Universal War… En voyant leurs essais, j'ai compris qu'on me reprocherait tout le temps ce changement. En faisant tout tout seul depuis les débuts d’UW1, j'ai marqué très fortement de mon empreinte ma série, et nul maintenant ne peut s'y attaquer. Tant pis… ou tant mieux : quand je ferai UW2, ce sera parce que j'en aurai envie… »

— Denis Bajram.
L'auteur a ensuite indiqué sur le site officiel d'Universal War One qu'il avait signé chez Casterman pour réaliser Universal War Two. Le 23 janvier 2013 il annonce la sortie du premier tome pour le 23 septembre. La bande annonce de UW2 est disponible depuis le 22 septembre 2013.

## Synopsis
Treize années après la fin de la première guerre universelle, les survivants sont pris en charge par les descendants des fondateurs de Canaan. Cette situation ne fait pas l'unanimité parmi la population et une opposition apparaît. Par ailleurs le wormhole créé par les CIC est toujours actif et menace de détruire le système solaire.
C'est dans ce contexte que surgit du Soleil un triangle qui par multiplication finit par l'entourer et le faire disparaître. La deuxième guerre universelle s'annonce... Et elle s'avèrera rude pour l'humanité, qui devra faire face à une espèce extra-terrestre qui a décidé de mettre fin aux ravages commis par les humains.

## Albums
L'histoire de Universal War Two doit se développer au travers des six albums suivants :
1. Le Temps du désert (septembre 2013, 46 planches  (ISBN 978-2-203-05862-0))
2. La Terre promise (septembre 2014, 46 planches  (ISBN 978-2-203-07936-6))
3. L'Exode (novembre 2016, 46 planches  (ISBN 978-2-203-09154-2))
4. La Chute du temple (à paraître)  (ISBN 978-2-203-10094-7)
5. Les Prophètes (à paraître)
6. L'Inscription sur le mur (à paraître)